# Свабхава
Свабхава (санскр. स्वभाव, IAST: svabhāva, пали sabhāva, кит. 自性, тиб. རང་བཞིན, Вайли rang-bzhin, «собственная природа, сущность») — понятие в индийской мысли, обозначающее природу вещей с точки зрения её естественности и независимости от внешних факторов.
В качестве философского принципа впервые упоминается в Шветашватаре-упанишаде (I.2), в которой она называется источником мироздания наряду с необходимостью, случайностью, материальными первоэлементами, временем. Концепция свабхавы часто встречается в дхармических традициях, в том числе в Адвайта-веданте (например, в Авадхута-гите), в Санкхье (например, в Санкхья-карике), в Махаяне (например, в Ратнаготравибхаге), в Вайшнавизме (например, в трудах Рамануджи) и в Дзогчене (например, в Семнадцати тантрах).
В Махабхарате (XII. 212. 9, 41) «механизм» свабхавы указывается в качестве первоосновы бытия всех существ. В Бхагавад-гите (18, 41) свабхава называется первоисточником гун, распределение которых привело к возникновению четырёх варн — брахманов, кшатриев, вайшьев и шудр.
Концепция свабхавы была центральным элементом свабхава-вады («доктрины собственной природы») — учения, которое приобрело большое влияние уже на раннем этапе развития индийской философии и сохраняло его в течение многих столетий. Современные исследователи называют это учение индийским натурализмом. Ашвагхоша в Буддхачарите сообщает, что сторонники свабхава-вады, которые занимали высокие должности при дворе царевича Будды, отговаривали его от ухода из мира ввиду бессмысленности попыток изменить «естественный» ход событий.